# Fiat Titano

## Histórico
A Titano deriva do projeto KP1, criado para posicionar a Fiat no segmento de picapes médias. A estreia mundial ocorreu na Argélia em dezembro de 2023, já com motor 1.9 L D20TCIE e tração 4×4.  
As primeiras unidades destinadas à América do Sul (MY 2024) foram montadas em regime CKD pela Nordex, no Uruguai, com motor 2.2 L BlueHDi de 180 cv.  
Em maio de 2025 iniciou-se a produção seriada em Córdoba, após investimento de US$ 385 milhões, agregando o motor 2.2 L Multijet II de 200 cv e câmbio automático de oito marchas.

## Motorização e transmissões
| Mercado             | Motor                | Potência          | Torque               | Transmissão                         | Tração     | Consumo INMETRO (km / L) |
| ------------------- | -------------------- | ----------------- | -------------------- | ----------------------------------- | ---------- | ------------------------ |
| Argélia (2023)      | 1.9 TD D20TCIE       | 150 cv @ 4000 rpm | 35,7 kgfm @ 1800 rpm | 6-MT Magna MV1A                     | 4×2 ou 4×4 | n/d                      |
| Brasil (2024)       | 2.2 BlueHDi PSA DW12 | 180 cv @ 3750 rpm | 40,8 kgfm @ 1750 rpm | 6-MT Magna MV1A ou 6-AT Aisin D55LS | 4×4        | 8,6 urb. / 9,3 rod.      |
| Brasil / ARG (2025) | 2.2 Multijet II      | 200 cv @ 3500 rpm | 45,9 kgfm @ 1750 rpm | 8-AT ZF 8HP50                       | 4×4        | 9,1 urb. / 10,8 rod.     |

## Dimensões e capacidade
- Comprimento – 5 330 mm
- Largura – 1 963 mm
- Altura – 1 864 mm
- Entre-eixos – 3 180 mm
- Vão livre – 235 mm
- Ângulos de ataque/saída – 29° / 27°
- Carga útil – até 1 210 kg
- Capacidade de reboque – 3 500 kg

## Versões no Brasil
| Versão    | Principais equipamentos de série |
| --------- | --- |
| Endurance | 4×4 com reduzida, bloqueio de diferencial traseiro, 6 airbags, ESC + TC, assistentes em rampa/descida, multimídia 10″, 3 USB, ar-condicionado, rodas aço 17″, luz de caçamba.                                              |
| Volcano   | Itens da Endurance + câmera 180° off-road, sensor/câmera traseiros, bancos e volante em couro, rodas liga-leve 17″, faróis de neblina, cluster 4,2″, protetor de caçamba, capota marítima; tração 4×4 permanente.          |
| Ranch     | Itens da Volcano + ar digital dual-zone, câmera 360°, alerta de faixa, bancos em couro elétricos, TPMS, sensores dianteiros, chave presencial, faróis/lanternas LED, rodas liga-leve 18″ com pneus A/T, estribos laterais. |

## Peugeot Landtrek
A Landtrek foi lançada em fevereiro de 2020 para mercados da América Latina, África e Ásia. Em 2025 recebeu facelift com luzes DRL em “garras” e motor 2.2 L Multijet II de 200 cv.  Está em venda, entre outros, em África do Sul, Tunísia, Gana, Nigéria, Malásia, Laos e Uruguai.

## Ram 1200
A Ram 1200 foi lançada no México em julho de 2024, importada da China, com motor 2,4 L turbo-gasolina (207 hp) e versões Tradesman, Big Horn e Laramie. A Stellantis prevê nacionalização em Córdoba a partir de 2026, com meta de 4 000 unidades/ano e adoção do motor 2.2 L turbodiesel.

## Produção
| Planta                              | Período         | Capacidade/ano | Observações                                            |
| ----------------------------------- | --------------- | -------------- | ------------------------------------------------------ |
| Baoneng Motor – Shenzhen, China     | 2020 – presente | 850 000*       | Plataforma F70 (Landtrek/F70); fração para Titano/Ram. |
| STAFIM – Ben Arous, Tunísia         | 2021 – presente | 1 200          | Montagem SKD para o Magreb.                            |
| DPAN – Kaduna, Nigéria              | 2022 – presente | 44 000         | Linha multiveículos; Landtrek desde 2023.              |
| Nordex – Montevidéu, Uruguai        | 2023 – 2025     | 15 000         | CKD da Landtrek/Titano; encerramento previsto.         |
| Kenya Vehicle Mfg – Nairóbi, Quênia | 2023 – presente | n/d            | Montagem SKD para África Oriental.                     |
| Stellantis – Córdoba, Argentina     | 2025 – presente | 35 000**       | Linha KP1 (Titano & Ram 1200)                          |

* Capacidade total planejada da plataforma.

** Projeção oficial da Stellantis para 2026.

## Vendas
| País          | Fiat Titano (2024) | Fiat Titano (jan–abr 2025) | Peugeot Landtrek (2020–abr 2025) | Ram 1200 (jul 24–abr 25) | Fonte         |
| ------------- | ------------------ | -------------------------- | -------------------------------- | ------------------------ | ------------- |
| Brasil        | 6 223              | 2 090                      | —                                | —                        | [ 14 ] [ 15 ] |
| Argélia       | n/d                | 1 250 (2024)               | —                                | —                        | [ 16 ]        |
| México        | —                  | —                          | 1 538                            | 3 857                    | [ 17 ] [ 18 ] |
| Uruguai       | —                  | —                          | 234                              | —                        | [ 19 ]        |
| África do Sul | —                  | —                          | 995                              | —                        | [ 20 ]        |

## Segurança
Nenhuma versão da família F70 foi avaliada pelo Latin NCAP até maio de 2025.  
Todas as Titano vendidas no Brasil contam com seis airbags, ESC e bloqueio de diferencial de série (exigências a partir de 2024).